# Astrotime
Astrotime ist ein Brett- und Kommunikationsspiel der Spieleautoren Christian Raffeiner und Helmut Walch, das im Jahr 1990 beim Otto Maier Verlag Ravensburg erschien. Es handelt sich um ein Spiel, bei dem die Mitspieler sich in verschiedenen Situationen selbst einschätzen müssen.

## Thema und Ausstattung
Thematisch ist Astrotime in die Astrologie und Esoterik eingeordnet und verknüpft die Eigenschaften der Spieler mit deren über die Tierkreiszeichen zugeordneten Horoskopen. Dabei werden die Mitspieler über Geschichten mit Situationen konfrontiert, die sie mit Hilfe von 14 verschiedenen Talenten meisten müssen. Darüber entwickeln die Spieler eine Persönlichkeit, die über das im Spiel enthaltene „Buch der Sternzeichen“ interpretiert wird.
Das Spielmaterial besteht neben einer Spielanleitung aus:
- einem Spielplan mit einer Darstellung des Tierkreises und den Tierkreiszeichen,
- einem Astrostein,
- sechs Spielfiguren in sechs Farben,
- 36 Erfolgssteine, davon je sechs in einer der sechs Farben,
- 384 Situationskarten mit Erlebnisgeschichten,
- sechs Spieltableus, in die Karten eingeschoben werden können,
- zwei roten Folienschreibern,
- 12 Sternzeichenkarten, und
- einem „Buch der Sternzeichen“

## Spielweise

### Spielvorbereitung
Vor dem Spiel wird das Spielfeld in der Tischmitte platziert und der Astrostein wird auf das Sternbild des Widder gestellt, der den Beginn des astrologischen Jahres darstellt. Jeder Spieler bekommt ein Spieltableau und wählt eine der farbigen Spielfiguren aus. Das Spieltableau wird entsprechend der Spieleanleitung vorbereitet. Dafür sucht jeder Spieler die Karte mit seinem Sternzeichen aus und schiebt diese mit der blau-gelben Seite nach vorn in das Tableau. Auf dem Tableau erscheinen dadurch 10 der 20 Talente bzw. persönliche Stärken sowie jeweils einer der beiden davor liegenden Punkte gelb auf, die dem Spieler als Grundtalente zugeordnet werden. Die gelben Punkte werden mit dem Folienstift rot angemalt und von den verbleibenden 30 Punkten darf jeder Spieler nochmals jeweils 4 weitere rot markieren, die er für sich zutreffend findet. Um ein besonders ausgeprägtes Talent zu markieren, kann der Spieler auch beide Felder rot anzeichnen. Danach wird die Sternzeichenkarte wieder entfernt. Zuletzt bekommt jeder Spieler sechs Erfolgssteine in den unterschiedlichen vorhandenen Farben und platziert diese auf der Grundreihe des zu ihm weisenden Erfolgsfeldes auf dem Spielplan. Die Situationskarten bleiben gemischt in der Spielschachtel.

### Spielablauf
Das Spiel Astrotime verläuft über 12 Runden entsprechend der Tierkreiszeichen und endet, wenn der Astrostein wieder beim Widder angekommen ist. Von den Spielern wird ein Spielleiter bestimmt, der die Kartenaktionen übernimmt. Bei drei oder vier Mitspielern legt der Spielleiter je eine Karte auf die beiden Felder A und B auf dem Spielplan, bei fünf oder sechs Mitspielern kommt eine dritte Karte hinzu. Die Situationskarten beschreiben auf der Vorderseite jeweils eine Situation, die Rückseite ist mit einem Code in gelb und schwarz bedruckt. Die Spieler versuchen, in jeder Runde mindestens eine dieser Situationskarten zu bekommen. Dafür überlegt sich jeder Spieler, welche Talente nötig sind, um die Situation zu meistern. Jeder Spieler schätzt dann ein, ob seine Talente ausreichend dafür geeignet sind und setzt seine Spielfigur auf das entsprechende Kartenfeld, dass am ehesten zutrifft.
Haben alle Spieler ihren Stein gesetzt, nehmen sie beginnend mit der Karte A die Karten auf, für die sie gesetzt haben und schieben diese mit der codierten Seite nach vorn in ihr Tableau. Dadurch leuchten einige Talente gelb und die entsprechenden Punkte rot auf, die der Situation zugeordnet sind. Jeder Spieler kann so anhand der aufleuchtenden roten Punkte die Anzahl der Talente erkennen, die er für diese Situation vorweisen kann. Die Spieler setzen ihre Spielfigur auf die entsprechenden Punktefelder an der Karte. Danach wird ermittelt, welche Spieler pro Karte, an dem sie ihre Figur eingesetzt haben, die meisten Talente besitzen; dabei müssen sie jedoch immer mindestens vier der geforderten Talente aufweisen, um die Karte zu gewinnen. Die Gewinner setzen nun die den Farben auf der Situationskarte angegebenen entsprechenden Erfolgssteine auf ihrer Erfolsleiste um ein Feld nach oben, bei einem Gleichstand dürfen auch mehrere Personen eine Karte für sich verbuchen.
Mit der Wertung endet die Runde und der Spielleiter setzt den Astrostein um ein Feld vor. Danach legt er neue Situationskarten aus und startet die nächste Runde.

### Spielende und Auswertung
Über die Runden wandern die Erfolgssteine, die die sechs Lebensziele demonstrieren, immer weiter nach oben, wobei durch die Talente einzelne Steine schneller als andere vorrücken. Umso mehr Erfolgssteine ein Spieler vorrücken kann, umso mehr Lebensziele erreicht er:
- rot: Ansehen und Bewunderung
- gelb: Macht und Einfluss
- grün: Einkommen und Wohlstand
- blau: Sympathie und Freundschaft
- grau: Harmonie und Familienglück
- violett: Erfahrung und Wissen

Das Spiel endet nach 12 Runden, wenn der Astrostein wieder beim Widder angekommen ist. Das Spielergebnis wird ermittelt, indem die Anzahl der angestrebten Lebensziele (bei denen er mindestens um ein Feld vorgerückt ist) mit der Anzahl der erreichten Stufen auf der Erfolgsleiter aller Lebensziels multipliziert wird. Es gewinnt der Spieler, der die höchste Gesamtpunktzahl erreicht hat.
Die Kombination der Lebensziele kann anschließend im Buch der Sternzeichen für jeden Spieler interpretiert werden.

## Veröffentlichungen
Das Spiel Astrotime wurde von den Spieleautoren Christian Raffeiner und Helmut Walch entwickelt, die gemeinsam viele weitere Spiele konzipiert und veröffentlicht haben. Im Jahr 1990 wurde es beim Otto Maier Verlag Ravensburg auf Deutsch, Französisch und Niederländisch veröffentlicht.

## Belege
1. 1 2 3 4 5 6 7 8 9  Spielanleitung Astrotime, Otto Maier Verlag Ravensburg, 1990; abgerufen am 23. Oktober 2018.
2. ↑  Astrotime, Versionen bei BoardGameGeek. Abgerufen am 23. Oktober 2018.